# Bill Hobbs
William Barton Rogers "Bill" Hobbs (ur. 30 lipca 1949 w Ponce, zm. 4 stycznia 2020 w Dartmouth) – amerykański wioślarz, srebrny medalista olimpijski.

## Kariera
Wystąpił na igrzyskach olimpijskich w Meksyku w 1968, zajmując piąte miejsce w czwórkach ze sternikiem. Na rozgrywanych cztery lata później igrzyskach olimpijskich w Monachium osada USA w składzie: Lawrence Terry, Franklin Hobbs, Pete Raymond, Tim Mickelson, Gene Clapp, Bill Hobbs, Cleve Livingston, Mike Livingston i Paul Hoffman (sternik) zdobyła srebrny medal w tej samej konkurencji. W finale uplasowali się o 2,67 sekundy za osadą Nowej Zelandii, a o 0,06 sekundy wyprzedzili osadę NRD. 
Kształcił się na Uniwersytecie Harvarda, uzyskując Master of Business Administration.
Partner z olimpijskiej ósemki, Franklin Hobbs, był jego bratem.